# Le Frère de sang
Le Frère de sang est un roman policier d'Éric Giacometti et Jacques Ravenne, publié en 2007. C'est le quatrième tome de la série des enquêtes du commissaire Antoine Marcas.

## Résumé
Paris, 1355. Un juif ayant trompé la confiance du roi de France est brûlé en place publique. Nicolas Flamel est réquisitionné comme copiste pour enregistrer les aveux de la jeune fille qui accompagnait le supplicié. Mais les propos obtenus par le tourmenteur vont perturber durablement le copiste…
2007. Un assassin s'introduit au siège du Grand Orient de France et commet deux crimes, dont Paul de Lambre, le descendant du marquis de La Fayette. Or juste avant de mourir, Paul avait demandé à s'entretenir avec Antoine Marcas. Ce dernier se lance à la poursuite du criminel, jusque dans les égouts de Paris. Là il apprend que l'assassin serait lui-même franc-maçon, « le frère de vengeance », pratiquant l'assassinat rituel…
Aurora, un groupe occulte, échange des informations secrètes sur le marché de l'or. Quitte à recourir à des moyens illégaux pour réguler les transactions…

## Éditions
- Fleuve noir, 2007  (ISBN 2265085405)
- Pocket Thriller no 13456, 2008  (ISBN 2266176285)